# SO-03C
ドコモ スマートフォン Xperia ray SO-03C（ドコモ スマートフォン エクスペリア レイ エスオー ゼロサン シー）、後のdocomo with series Xperia ray SO-03C（ドコモ ウィズシリーズ エクスペリア レイ エスオー ゼロサン シー）は、ソニー・エリクソン・モバイルコミュニケーションズ（現：ソニーモバイルコミュニケーションズ）製のNTTドコモ向けスマートフォン。ドコモの第3世代移動通信システム（FOMA）端末である。OSはGoogleのAndroid OS 2.3 Gingerbread。ドコモ スマートフォンのひとつとして発売され、2011年冬モデル発表以降はdocomo with seriesに分類されている。

## 概要・特徴
Xperiaシリーズのなかでコンパクトでスリムなボディが特徴。幅が広いのが一般のスマートフォンの中で、厚さ9.4mm幅が53mmと人間工学的に、手にフィットするサイズを実現している。液晶、カメラ、CPU等Xperia arc (SO-01C)と同等の機能を有している。
小型化した主目的は、6対4で男性が主流となっているXperiaシリーズとして開拓しきれていない女性のニーズを引き出すことであり、神戸コレクションとのコラボレーションしたリアカバーなども用意されている。Xperiaシリーズとしては初となる内側カメラを搭載しており、自分撮りやビデオチャットなどにも対応している。
本体サイドに超硬アルミ合金を採用し、強度を保っている。ディスプレーは化学強化ガラスを使い、Reality display（液晶とガラスを密着させ、光の反射ロスを減らし画面の視認性が大幅に向上）を採用しており、 フルタッチパネルを搭載している。更に、Gセンサー、デジタルコンパス、接近センサー、直感的な操作を行うことができる。
画面下部のホームボタン周囲にはクレッセント（三日月）ラインが配されており、着信や充電時などにクレッセント周辺が光る。
通信速度は下り14Mbps・上り5.7Mbpsの通信が可能なほか、Wi-FiでもIEEE802.11b/g/nが対応し、最大150Mbpsの超高速通信も利用可能となる。テザリングが利用できる。
専用の「電池パック SO06」は、海外のBA700にドコモ型番のシールを貼り付けたものである。SO-05Dでも同じ電池パックが採用されることになったため、流用が可能である。
ACアダプタは、附属される「ACアダプタケーブル SO03」(出力850mAh)を標準使用する形になっているが、2011年冬モデル発売以降に販売開始された「ACアダプタ 03」（パナソニック モバイルコミュニケーションズ製、microUSBコネクタを持つ端末用のACアダプタ、出力1Ah）も2011年12月より、利用可能オプションとして総合カタログに掲載され、公式に利用可能となった。
ワンセグは受信できないが、FMラジオは受信でき、TrackID連動し放送中の楽曲情報を入手することができる。そしてその検索結果から下記のmora touchで楽曲のダウンロードをしたり、YouTube上の動画にアクセスできる。また音声認識は、FMラジオに限らず、端末が認識できる外部の音声も認識が可能となっている。
Timescapeが標準で搭載されている。アドレス帳に写真を登録しておけばその写真がパネルに表示される。また本端末では、タイムスケープウィジェットでも、タイムラインをスクロールすることができる。
文字入力においては、POBox Touch 4.3が搭載されている。また本機種からは、女性を意識して「キセカエキーボードスキン」が充実しされ、様々なファンシーなキーボードをダウンロードし利用することができる。入力方式はフリック入力やQWERTY入力、50音キーボードのほか、音声入力も対応した。
パソコン上で音楽、動画、写真を編集管理するアプリケーションである。Media GoとXperiaのメディアスケープをUSBケーブル等を使って同期することができる。Media GoではCDなどからの音楽の取り込みだけでなく、iTunesやWindows Media Player、x-アプリの音楽ファイルを取り込むことも可能である。
なお、Xperiaシリーズでは、SIMロックの外すことができる端末としては唯一、W-CDMA利用時の1900MHz帯（UMTS Bands 2）に対応している（SO-02CとSO-01DはBands 1/5/6のみであり、SO-02D以降は、Bands 9に対応したため、Bands 2ははずされている）。
なお、海外版rayではAndroid 4.0のバージョンアップが行われた。国内版である本機種もAndroid 4.0へのバージョンアップが検討されていたが、それに伴いメモリ（RAM）不足の可能性があるため、却下された。2011年に発売したXperiaシリーズ（本機の他、SO-01C、SO-02C、SO-01D）と富士通製のF-12Cも同様の理由で却下に至っている。その結果、2010年冬春モデルと2011年夏秋モデルでAndroid 4.0へバージョンアップされたのはGALAXY S II SC-02Cのみとなった。

### カメラ
カメラ機能もXperia acroと同様、810万画素カメラとソニーの裏面照射技術を使い、携帯電話用に開発された「Exmor R for mobile」が搭載されており、従来の表面照射型に比べ大幅に高感度、低ノイズを実現しており、それに加え、F2.4の開放値の明るいカメラレンズで集光性を高め、フラッシュを使わなくても、暗部での撮影が可能となっている。その他のカメラ機能として、顔認識エンジン、画面内の被写体に自動でフォーカスをあわせるコンティニュアスオートフォーカスも搭載されている。また逆光や夜景といったシーンに応じて露出やホワイトバランスを自動で調節する、シーン別撮影機能なども利用できる。

### 音楽機能
ソニーがウォークマンなどにも提供している、国内最大の音楽配信サイトであるmoraの楽曲を、スマートフォンで購入、ダウンロードできるmora touchが引き続き搭載されている。本端末ではspモードのコンテンツ決済に対応しているため、楽曲の購入代金は携帯電話の通話料などと合わせて清算することもできる。上記の音声認識サービス「TrackID」と連携しており、上述のFMラジオから流れている曲を検索して、購入することも可能となる。ミュージックプレイヤー再生中にinfiniteボタンを押すと、再生中のアーティストのWikipedia情報やGoogleでの歌詞情報、YouTubeでのアーティストビデオ情報などを自動的に検索する。
着信音設定ボタンにタッチするだけで、再生中の楽曲を手軽に着信音に設定できる。ソニーミュージックアプリが新たに搭載されている。
ミュージックプレーヤーはソニーのウォークマンの技術が継承されており、10種類の中から最適な音質を選べるイコライザ設定などが搭載されている。
取り込んだ音楽を着信音にすることが可能なほか、DLNAやxLOUDにも対応している。

## メール・ブラウザ
ブラウザではFlash Player 10.3、JavaScript、HTML5がアドオンされており、パソコンとほぼ同等の動きのあるサイトの閲覧が可能となっている。
メールにおいてはGmailやPOP、IMAPのメールがサポートされているほか、iモードメールと同じ@docomo.ne.jpのプッシュ型のキャリアメールが利用できるように、spモードアプリがプリインストールされている。Gmailにおいては複数アカウントでプッシュメールが利用できる。また音声入力メールが対応している。
それに加えspモードでは、My DocomoのID発行や、ケータイデータお預かりサービスのような電話帳のバックアップを利用することができる。
緊急地震速報(エリアメール)に対応している。

## アプリケーション
Androidマーケット及びdマーケットのほか、ソニーエリクソンが用意するPlayNowやAPPNAVIから30万を超えるアプリケーションからのダウンロードが可能。またAndroid 2.2以降の特徴である、SDカードへのアプリケーションも可能となっている。日本円に対応したアプリケーションでは、携帯電話料金課金に対応している。
またアプリケーションの削除は、いままでの機種では、設定画面から削除をしていたが、アプリトレイから、ダイレクトにアプリのアンインストールが可能になり、アプリの管理が便利になった。

### プリインストールアプリ
- Sony Ericsson Store
- Sony Ericsson Timescape
- OfficeSuite
- Connected devices
- life.episode
- Gmail　SPモードメール Eメール
- 更新センター
- LiveWareマネージャ - ヘッドホンジャックにイヤホンを挿入するだけで、FMラジオやミュージックプレイヤーを起動する
- キャンペーンナビ
- PlayNow
- APPNAVI
- Facebook Inside
- Twitter
- ドコモマーケット
- iチャネル
- 2Dfacto
- BeeTV
- E★エブリスタ
- Evernote
- 地図アプリ
- メロディコール
- 楽天オークション
- メロディコール
- 電話帳コピーツール
- ドコモマーケット
- 取扱説明書
- Gガイド番組表
- 音声検索
- Googleマップナビ
- Googleマップ　Latitude
- Google検索
- Android マーケット
- カレンダー
- Gmail
- Google Talk
- YouTube
- マクドナルドLauncher
- ecoモード
- Twonky Mobile Special
- 友達の音楽と動画

## 機能
| 主な対応サービス                                 | 主な対応サービス                         | 主な対応サービス                       | 主な対応サービス                              |
| ------------------------------------------------ | ---------------------------------------- | -------------------------------------- | --------------------------------------------- |
| タッチパネル／加速度センサー                     | Xi／FOMAハイスピード                     | Bluetooth                              | DCMX／おサイフケータイ／赤外線／トルカ        |
| ワンセグ                                         | メロディコール                           | テザリング                             | WiFi IEEE802.11b/g/n                          |
| GPS                                              | spモード／Eメール／電話帳バックアップ    | デコメール／デコメ絵文字／デコメアニメ | iチャネル                                     |
| エリアメール／ソフトウェアーアップデート自動更新 | デジタルオーディオプレーヤー(WMA)(MP3他) | GSM／3Gローミング（WORLD WING）        | フルブラウザ／Flash Player 10.3               |
| Androidマーケット／ドコモマーケット              | Gmail／Google Talk／YouTube／Picasa      | バーコードリーダ／名刺リーダ           | ドコモ地図ナビ／Google Maps／ストリートビュー |

## 対応言語
以下の言語の入力、及び表示が可能となっている。
日本語、中国語 簡体字、中国語 繁体字、チェコ語、オランダ語、英語（英国）、英語（米国）、フランス語、ドイツ語、イタリア語、ノルウェー語、ポーランド語、ロシア語、スペイン語、スウェーデン語、トルコ語

## 歴史
- 2011年5月9日 - 技術基準適合証明（TELEC）通過。
- 2011年7月25日 - Global Certification Forum認定。
- 2011年8月10日 - 製品を発表。
- 2011年8月12日 - 事前予約開始。
- 2011年8月27日 - 発売開始。
- 2011年11月7日 - ソフトウェアアップデート開始。画面キャプチャ機能が追加され、以下の不具合の修正が行われた他，OSバージョンが2.3.3から2.3.4にバージョンアップされた。
  - ブラウザで新しいページを表示する際に、まれに既に開かれているウィンドウが正常に動作しない場合がある。
- 2012年3月26日 - NTTドコモよりAndroid 4.0へのバージョンアップについて検討していることを発表[5]。
- 2012年3月28日 - ソフトウェアアップデート開始。
- 2012年7月2日 - Android 4.0へのバージョンアップを断念[2]。
- 2012年11月6日 - ソフトウェアアップデート開始。